# Eupithecia cohorticula
Eupithecia cohorticula es una especie de polilla de la familia Geometridae. La especie fue descrita por primera vez por Karl Dietze habiendo sido descrita en 1910, con distribución en Kirguistán. Un sintipo fue descrito en los alrededores del Lago Issyk-Kul, en la región de Karagai-tu.

## Descripción
E. cohorticula es de color gris tierra claro, con marcas más oscuras, de color sepia y ligeramente onduladas, menos regulares que en la E. subsequaria, del que se diferencia por su mayor tamaño y sus alas más largas. Tiene un punto discal débil o deficiente. Las líneas transversales del ala anterior continúan en la parte marginal interna expuesta del ala trasera. El envés del ala es pálida, aún menos marcada. El abdomen cuenta con un cinturón de color gris sepia. Los cilios de la antena son algo más cortos que el diámetro del eje de la antena.